# Клічкінський хребет
Клічкінскій хребет — гірський хребет в південно-східній частині Забайкальського краю Росії, по обидва боки від долини річки Урулюнгуй в її середній течії.
Протяжність хребта досягає 220 км при ширині від 15 до 50 км. Переважаючі висоти становлять від 900 до 1000 м, максимальна — 1252 м. По південно-східній частині хребта проходить частина кордону між безстічним і тихоокеанським басейнами стоку річок Забайкальського краю.
Хребет складений головним чином вапняками і пісковиками, що прорвані місцями тілами гранітоїдів, з якими пов'язані родовища поліметалів, вольфраму, слюди і баритів. У рельєфі переважають низькогір'я і середньогір'я, які розчленовані долинами постійних і тимчасових водотоків. Переважають куполоподібні вершини. Велика частина схилів зайнята пижмовими степами (частково розораними) на чорноземних ґрунтах, що глибоко промерзають. На північних схилах місцями зустрічаються березняки.

## Топографічні карти
- Аркуш карти M-50-XII Нерчинский Завод. Масштаб: 1 : 200 000. (рос.) Зазначити дату випуску/стану місцевості.
- Аркуш карти M-50-XI Калга. Масштаб: 1 : 200 000. (рос.) Зазначити дату випуску/стану місцевості.
- Аркуш карти M-50-XVI Кличка. Масштаб: 1 : 200 000. (рос.) Зазначити дату випуску/стану місцевості.